# Луд (король Британії)
Луд, він же Ллудд чи Ллудд Срібна Рука − легендарний король Британії, засновник Лондона (або принаймні той, хто переназвав його на свою честь).
Імовірний прототип − давній кельтський бог Ноденс.

### Мабіногіон
У збірці валлійських оповідань «Мабіногіон» згадується такий собі Ллудд. У казці «Ллудд та Ллевеліс» він − син Белі Великого, сина Маногана; брат Кассівелауна, Нінніау та Ллевеліса. Ллудд прийняв корону після смерті батька, розбудував місто Лондон, яке було, власне, переназване на його честь. Крім того, Ллудд допоміг братові Ллевелісу (наймудрішому в родині) здобути наречену − доньку короля Франції.
За доби Ллудда Британію спіткали три лиха: по-перше, Британію атакувала раса Кораніайд, карлики, які прийшли з Азії, і планувати війни проти них було неможливим − вони чули кожен звук, навіть найтихіший, якщо тільки його підхоплював вітер. По-друге, напередодні кожного Першого травня над Британією лунав страшний крик: через цей крик чоловіки бліднішали та втрачали силу, вагітні жінки втрачали дітей, юнаки та дівчата божеволіли, а всі тварини, дерева, земля та вода залишалися безплідними. По-третє, щоночі всі запаси їжі та питва, які були в палаці Ллудда, зникали, хоч би скільки їх було − а хто пробував виявити, чому, той чув музику, яка змушувала його заснути. У розпачі Ллудд вирішив звернутися до Ллевеліса, бритти спорудили флот у повному мовчанні (щоб Кораніайд не почули) та вирушили до Франції.
Ллевеліс перш за все вигадав, як спілкуватися, щоб Кораніайд не почули − взяв довгий ріг, зроблений з міді, та розмовляв із Ллуддом через цей ріг. (Спершу в ріг вселився злий дух, який перемінював мову братів на лайку, але вони викрили та вигнали його вином). Проти першої пошесті Ллевеліс дав Ллуддові трохи чарівних комах − частину їх треба було зберегти на майбутнє, частину − кинути в воду, а потім напоїти цією водою Кораніайд. Друга пошесть, пояснив Ллевеліс, була викликана тим, що в Британії мешкає дракон, і чужоземний дракон раз у раз нападає на нього.  Тому треба вирахувати геометричний центр Країни Бриттів (там можна буде побачити драконів), вирити там яму та поставити котел із найкращим медом, накривши його атласним рядном − дракони впадуть до котла, висмокчуть весь мед та заснуть, а потім треба буде загорнути драконів у ряднину та закопати в надійному місці (і вони стануть надійним оберегом острова). Нарешті, третю пошесть спричиняє чаклун-велетень, який грабує королівський палац, і щоб підстерегти його − треба поставити в палаці чан із холодною водою та, щойно почуєш снодійну музику − лізти туди, аби не заснути.
Всі перелічені поради Ллудд виконав: Кораніайд, скуштувавши чарівної води, зникли. Центром Країни Бриттів виявилося місто Оксфорд − там Ллудд вирив яму. Дракони з’явилися (спершу в образі жахливих звірів, які билися на землі; потім в образі власне драконів, які билися в повітрі; потім, знесилившись, вони перетворилися на свиней та впали в чан). Ллудд загорнув знесилених та заснулих драконів та поховав їх у Північному Уельсі, на горі Ерір, в місцині під назвою Динас-Фараон-Дандде («Фортеця Палаючого Фараона» − на честь героя якоїсь загубленої британської легенди, про людину, чиє серце розірвалося від горя); із тих пір ця місцина зветься Динас-Емрис. Нарешті, щоб перемогти чаклуна, Ллудд оголосив про велике свято, зібрав багато їжі на це свято, а вночі засів у палаці та поставив поряд холодну воду, за допомогою якої уник дії снодійної музики. Тоді він побачив чарівника (особливо Ллудда вразила його маленька сумка, куди влізли всі його велетенські запаси), вступив у сутичку з чарівником та переміг його. Чаклун попрохав про милість, пообіцявши, що компенсує всю шкоду, яку завдав Ллуддові, й Ллудд вибачив його та прийняв на службу. 
Казка «Кілух та Олвен» згадує такого собі Ллудда Срібну Руку, чия донька Крейділлад була найчарівнішою дівчиною Британії та сусідніх островів. Гвітір, син Грейдаула, збирався з нею одружитися, але Гвін син Нудда (злий дух кельтської міфології, господар Аннуїну, долішнього світу, та володар диких лісів) викрав Крейділлад. Гвітір зібрав друзів та пішов її визволяти, але Гвін розбив їх, узяв у полон, катував та звів деяких бранців з розуму. Тоді король Артур поїхав до Гвіна, переконав відпустити бранців, а Крейділлад повернути батькові. З тих пір Гвін та Гвітір б’ються за її руку кожне 1 травня (за іншою версією − 1 січня), і так буде до Страшного Суду, коли вони врешті визначать, чия ж Крейділлад. 

### «Історія королів Британії»
Гальфрид Монмутський в «Історії королів Британії» пише, що Луд був сином короля на ім’я Гелі, син Клігелліуса (мо’, Клігелліус − спільнокореневе з Ллевеліс), старшим братом Кассівелауна та Неннія. Правління Луда відоме будівництвом міст та укріпленням Тріновантума (Лондона), який він особливо любив. Незважаючи на шалений опір Неннія, Луд переназвав Тріновантум на свою честь − Каер-Луд, звідки й походить назва Лондон. Коли Луд помер, його поховали під лондонською брамою Лудгейт, названою, за Гальфридом, на його честь (насправді назва Лудгейт походить від давньоанглійського терміна «hlid-geat», поширеного давньоанглійського складного слова, що означає «задні ворота» або «орні ворота»); оскільки сини Луда, Андрогей і Тенвантій, ще не досягли повноліття, його наступником став брат Кассівелаун.
Англійський хроніст Генрі Хантингдонський у третьому виданні своєї «Історії англів» (1135) також згадує Луда (в нього він Ліуд, Liud) як могутнього короля, який завоював чимало островів. За Генрі Хантингдонським, Кассівелаун та такий собі Белін, головний полководець Кассівелауна, були дітьми Луда; в попередніх редакціях замість Луда стояв Міннокаун. Вочевидь, Луд потрапив у тексти Генрі під впливом Гальфрида .

## Луд у культурі

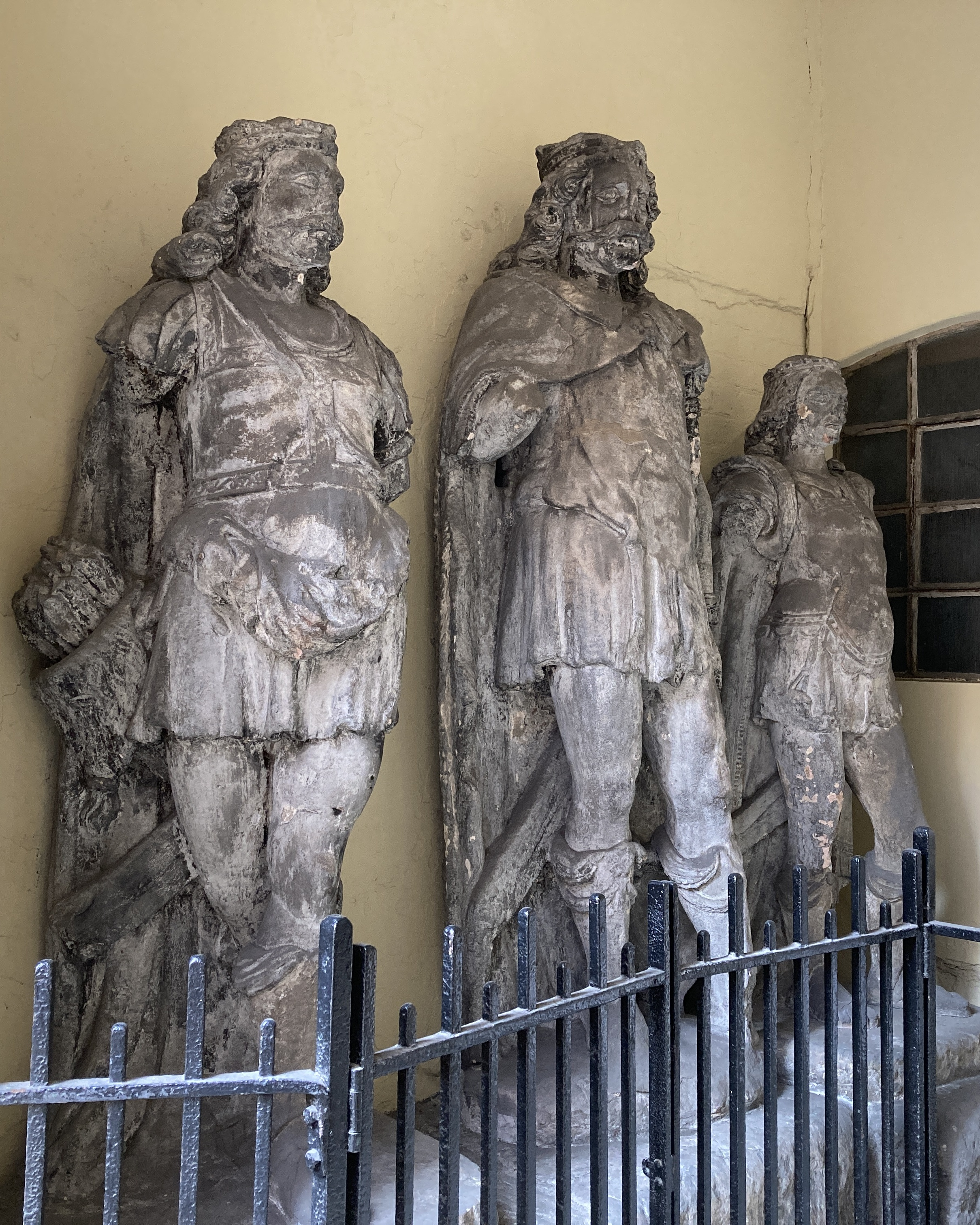
Король Луд та його сини

Раніше на брамі Лудгейт стояли статуї XVI століття, що зображували короля Луда та його двох синів. Зараз вони стоять у ризниці церкви Святого Дунстана-на-Заході, що на Фліт-стріт, у занедбаному стані. На Лудгейт-Серкус був паб під назвою «Король Луд», який зараз є закладом мережі ресторанів Leon, а медальйони короля Луда можна побачити на його даху та над дверима.
18 січня 1594 у лондонському театрі «Роза» трупа «Сассекці» грала п’єсу «Король Луд». На жаль, жодних відомостей про сюжет п’єси не збереглося; відомо, що ставили її лише один раз.
Можливо, Луд став прототипом іншого фольклорного англійського персонажа − Неда Лудда.

### В сучасній культурі
В романі Ніла Ґеймана «Небудь-де» побіжно згадується, що «король Люд заснував поселення на болотах Темзи».